# Equifax
Equifax Inc. é um bureau de crédito norte-americano, sendo considerado um dos três maiores bureaus de crédito dos EUA, juntamente com a Experian e a TransUnion. A Equifax é a mais tradicional dos três grandes bureaus, reunindo e mantendo informações de mais de 400 milhões de pessoas e empresas no mundo. Sediada em Atlanta, Georgia, provê serviços globalmente com uma receita anual de US$ 1,5 bilhão e mais de 7.000 empregados em 14 países. A Equifax esta listada na New York Stock Exchange.

## História
A Equifax foi fundada em 1899 com o nome Retail Credit Company. A empresa cresceu rapidamente e por volta de 1920 já tinha escritórios nos EUA e Canada. Na década de 1960, já era um dos maiores bureaus de crédito do país com arquivos de milhões de cidadãos americanos e canadenses.
Quando a empresa digitalizou suas informações e informatizou seus processos, na década de 1970, o que ampliou a capacidade de armazenamento e divulgação de informações, o Congresso americano criou o Fair Credit Reporting Act, o que deu aos consumidores o direitos sobre as suas informações. Por conta desse movimento e da crescente insatisfação da população com a empresa, em 1975, a Retail Credit Company mudou seu nome para Equifax para renovar sua imagem.

## No Brasil
No Brasil, suas operações foram iniciadas em 1998. Em sua atuação no país, tinha como foco clientes corporativos. Em 2011, suas operações brasileiras foram adquiridas pela Boa Vista Serviços, empresa criada em 2010 pela Associação Comercial de São Paulo e que operava o SCPC. A venda das operações brasileiras gerou uma participação estimada em 15% na BVS.
Anos mais tarde, em 2022, a Equifax anunciou a oferta para fusão de suas operações com a Boa Vista, empresa que já contava com a Equifax de sócia desde 2011. Na época, a Equifax tinha 9,9% da BVS e fez uma oferta para adquirir todo o capital da brasileira por R$8, o que implicava em quase 80% de prêmio em relação a sua cotação na B3. A ACSP, uma das fundadoras da Boa Vista, se comprometeu a alienar suas ações e fornecer, durante 15 anos, dados creditícios para a Equifax Brasil. A participação da ACSP na nova empresa seria de 20%, com a Equifax possuindo os 80% remanescentes. Segundo o CEO Mark Begor, a aquisição tornaria o Brasil como um dos cinco maiores mercados da Equifax fora dos EUA, com a ambição de chegar ao primeiro lugar. Em 10 de fevereiro de 2023, a BVS anunciou um acordo definitivo para a fusão de suas operações com a Equifax no Brasil. A operação ainda precisa de aprovação dos acionistas das duas companhias, do registro do programa de BDRs da Equifax na CVM e a uma autorização da SEC, órgão regulador do mercado financeiro dos EUA.